# اسکله کوئینز (تورنتو)
اسکله کوئینز (انگلیسی: Queens Quay) خیابانی برجسته در محله هاربرفرون تورنتو، انتاریو، کانادا کانادا است. این خیابان به دلیل وجود اسکله‌های کار در امتداد اسکله در ابتدا ماهیتی تجاری داشت. بخش‌هایی از آن از دهه ۱۹۷۰ با پارک‌ها، آپارتمان‌های مسکونی، خرده‌فروشی و همچنین توسعه نهادی و فرهنگی به‌طور گسترده بازسازی شده‌است.